# Shark Attack (Album)
Shark Attack ist das Debütalbum der amerikanischen Metal-Band Wehrmacht. Es erschien 1987 bei New Renaissance Records. Die Musik des Albums wird als Mischung aus Speed- und Thrash Metal mit Einflüssen aus dem Hardcore Punk klassifiziert. Kontrovers diskutiert wurden die Texte, die teilweise als rassistisch angesehen wurden. Ian Christe zählt das Album zu den Vorreitern des späteren Genres Metalcore.

## Entstehung
Nachdem die Band von ihrem Demo Beermacht bereits über 1000 Exemplare verkaufen konnte, wollte Wehrmacht ein Debütalbum aufnehmen und veröffentlichen. Die Wahl fiel auf New Renaissance Records, weil es das erste Plattenlabel war, das Interesse gezeigt hatte. Im Nachhinein beklagte die Band die fehlende Unterstützung durch das Label, sie musste den Studioaufenthalt und die Kosten für die Produktion von rund 1000 US-Dollar sowie die Kosten der Tournee zum Album mit Cryptic Slaughter aus eigener Tasche finanzieren. Aus diesem Grund standen Wehrmacht nur zwei Studiotage zur Verfügung. Das Album erschien im Juni 1987 bei New Renaissance und wenig später via Shark Records in Europa.

## Musikstil und Texte
Die Musik gehörte „rein musikalisch […] zum härtesten Sound jener Tage“, vergleichbar mit Gruppen wie Cryptic Slaughter und Beyond Possession, „wobei sich Intentionen und Ambitionen frappant ähnelten“. Das Album wird als „vielleicht eines der schnellsten Thrash-Metal-Alben, das jemals aufgenommen wurde“ beschrieben, das gelegentlich an Gruppen wie S.D.I. erinnert. Die Band verwendete teils rassistische Texte, wie etwa in dem Lied Go Home, das sich gegen die Einwanderung von ausländischen Arbeitskräften aussprach. Konfrontiert mit entsprechender Kritik, äußerte die Band, dass sie „definitiv keine Faschisten“ seien und dass die kritisierten Texte als Parodien gedacht gewesen seien. Zudem gab die Band bekannt, dass sie trotz ihres Bandnamens keine Nazis seien: Wenn man die Liedtexte lesen würde, würde man sehen, dass die Band sogar „Anti-Nazi“ sei.

## Rezeption
Während zeitgenössische Kritiker die Musik weitestgehend positiv aufnahmen, waren die Meinungen über die Texte uneinheitlich. Wolfgang Schäfer vom Rock Hard bezeichnete das Album als das Schnellste, was bislang veröffentlicht worden sei. Er lobt insbesondere die schnellen Gitarren-Riffs, bezeichnete die Texte als „intelligent, teils witzig“ und zog sowohl in musikalischer als auch in textlicher Hinsicht Parallelen zu S.O.D. Ähnlich sah es Hucky E. Heppke vom Musikmagazin Crash. Er sah die Stücke des Albums stark im Hardcore Punk verwurzelt und nannte das Album eine Bereicherung für die Szene. Auch Götz Kühnemund, seinerzeit noch Redakteur des Metal Hammer, lobte das Album in musikalischer Hinsicht. Allerdings kritisierte er die Texte des Albums als „Dummheit“ (Crazy Ways People Die) bzw. als „Rassismus in Reinkultur“ (Go Home). John Book von Allmusic bezeichnet das Album eines der „energiegeladensten Speed-Metal-Alben“ des Jahres 1987.

## Titelliste
1. Shark Attack – 3:45
2. Blow You Away – 2:44
3. S.O.P. – 1:31
4. Jabberjaw – 2:07
5. Barrage of Skankers – 2:44
6. United Shoebrothers – 2:46
7. Part II.... – 3:11
8. Go Home – 2:00
9. Anti – 2:23
10. Napalm Shower – 2:50
11. Crazy Ways People Die – 2:30
12. Fretboard Gymnastics – 5:44
13. Termination 3:02

## Belege
1. ↑  Ian Christe: Sound of the Beast. The Complete Headbanging History of Heavy Metal. HarperEntertainment, New York NY 2003, ISBN 0-380-81127-8, S. 181.
2. ↑  Heavy Metal Worldwide: Wehrmacht. In: Metal Hammer. Nr. 9, Juli 1987, S. 105.
3. 1 2  Frank Trojan: Spots: Wehrmacht. In: Crash. Nr. 9, September 1987, S. 52.
4. 1 2  Andrea Nieradzik: Wehrmacht: Bier mächt's! In: Metal Hammer. Nr. 9, September 1988, S. 137.
5. ↑  Matthias Herr: Matthias Herr's Heavy Metal Lexikon Vol. 3. Verlag Matthias Herr, 1991, S. 188 f.
6. ↑  WEHRMACHT – Shark Attack, abgerufen am 28. Juni 2013.
7. ↑  Metalion: Wehrmacht. In: Jon Kristiansen: Metalion: The Slayer Mag Diaries. Brooklyn, NY: Bazillion Points Books 2011, S. 89.
8. ↑  Wolfgang Schäfer: Wehrmacht – Shark Attack. Rock Hard Nr. 22, 1987, abgerufen am 28. Juni 2013.
9. ↑  Hucky E. Heppke: Wehrmacht – Shark Attack. In: Crash. Nr. 9, September 1987, S. 73.
10. ↑  Götz Kühnemund: Wehrmacht – Shark Attack. In: Metal Hammer. Nr. 9, September 1987, S. 49.
11. ↑  John Book: Shark Attack – Wehrmacht, abgerufen am 28. Juni 2013.